# Aleks
Aleks je moško osebno ime.

## Izvor imena
Ime Aleks je različica moškega osebnega imena Aleksander.

## Pogostost imena
Po podatkih Statističnega urada Republike Slovenije je bilo na dan 31. decembra 2007 v Sloveniji število moških oseb z imenom Aleks: 796. Med vsemi moškimi imeni pa je ime Aleks po pogostosti uporabe uvrščeno na 188. mesto.

## Osebni praznik
Osebe z imenom Aleks lahko godujejo takrat kot osebe z imenom Aleksander.